# Galguduud

Galguduud, en region i Somalia

Galguduud (somaliska: Galguduud) är en region (gobol) i delstaten Galmudug i centrala Somalia, vars administrativa centrum ligger i Dusmareb. Området gränsar till Etiopien, Indiska oceanen och de somaliska regionerna Hiiraan och Middle Shebelle (Shabeellaha Dhexe) i delstaten Mudug.